# مدرسة شاملة

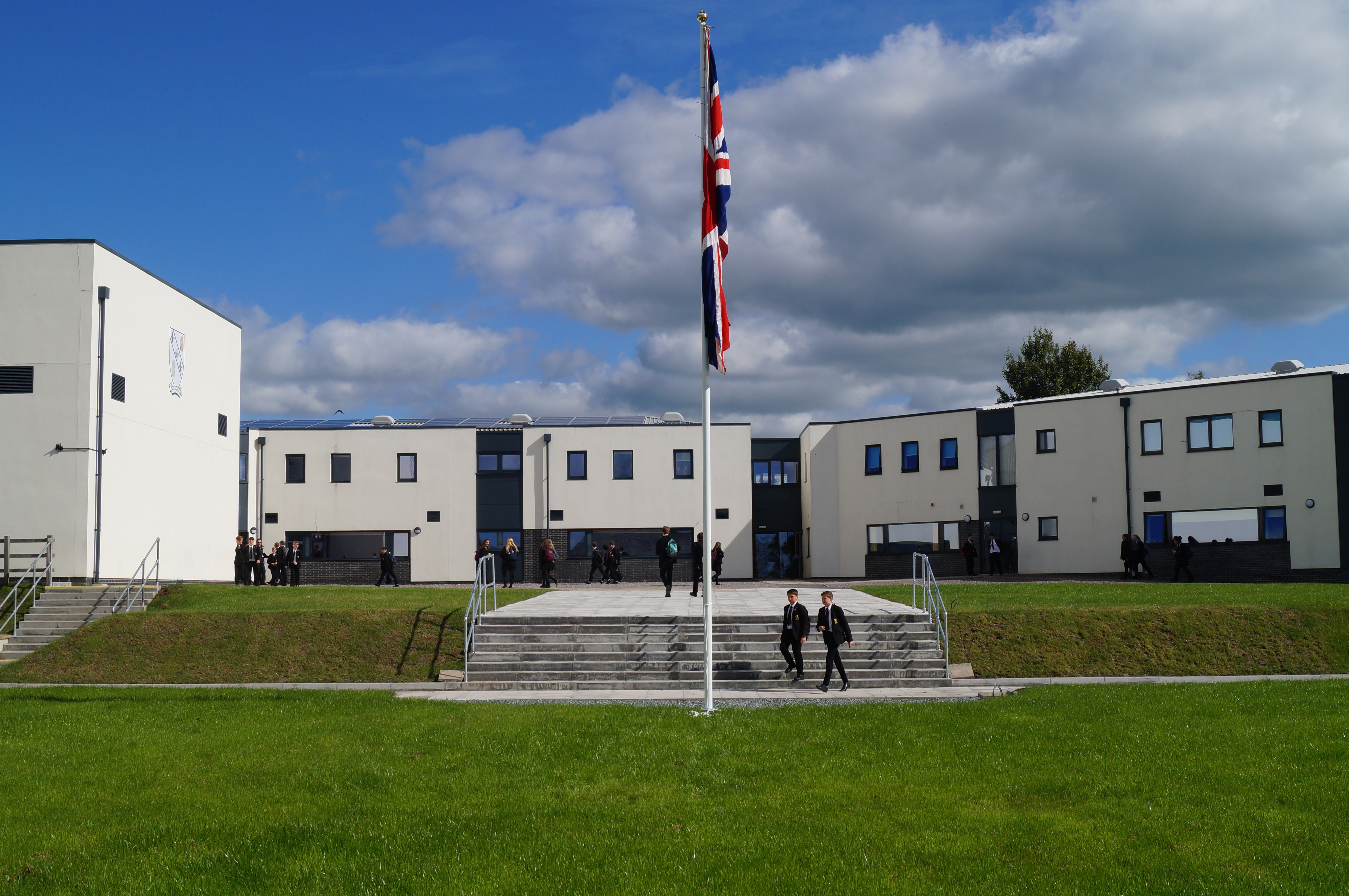
مبني مدرسه متكامل

المدرسة الشاملة هي مدرسة للأطفال في سن ابتدائية أو ثانوية والتي لا يعتمد قبولها على أساس التحصيل الأكاديمي أو الكفاءة، على عكس نظام المدرسة الانتقائي حيث يتم تقييد القبول على أساس معايير الاختيار. يستخدم المصطلح بشكل شائع في إنجلترا وويلز، حيث تم تقديم المدارس الشاملة كمدارس حكومية على أساس تجريبي في الأربعينيات وأصبحت أكثر انتشارًا منذ عام 1965م. مع إصلاحات بلير التعليمية من عام 2003م، قد أصبحت تابعة لسلطة تعليم محلية أو أكاديمية ذاتية الحكم أو جزءًا من صندوق ائتماني متعدد الأكاديميات.
حوالي 90٪ من تلاميذ المدارس الثانوية البريطانية يلتحقون الآن بمدارس شاملة (على عكس المدارس المستقلة أو عدد قليل من مدارس القواعد). وهي تتوافق على نطاق واسع مع المدارس العامة في الولايات المتحدة وكندا وأستراليا ومدرسة Gesamtschule في ألمانيا.[بحاجة لمصدر]

## سياق الكلام
تقدم المدارس الشاملة منهاج استحقاق لجميع الأطفال دون اختيار سواء لاعتبارات مالية أو تحصيل. ونتيجة لذلك، يوجد منهج أوسع نطاقًا، بما في ذلك المواد العملية مثل التصميم والتكنولوجيا والتعلم المهني، والتي كانت أقل شيوعًا أو غير موجودة في المدارس النحوية. يصبح توفير التعليم بعد سن 16 بتكلفة فعالة أكثر صعوبة للمدارس الشاملة الصغيرة، بسبب عدد الدورات اللازمة لتغطية منهج أوسع مع عدد أقل نسبيًا من الطلاب. هذا هو السبب في أن المدارس تميل إلى أن تصبح أكبر وكذلك سبب قيام العديد من السلطات المحلية بتنظيم التعليم الثانوي في 11-16 مدرسة، مع توفير ما بعد 16 من كليات الصف السادس وكليات التعليم الإضافي. لا تختار المدارس الشاملة قبولها على أساس التحصيل الأكاديمي أو الكفاءة، ولكن هناك أسباب ديموغرافية وراء اختلاف مستويات التحصيل في المدارس المختلفة اختلافًا كبيرًا. بالإضافة إلى ذلك، فإن المبادرات الحكومية مثل كليات تكنولوجيا المدينة وبرامج المدارس المتخصصة جعلت المثل الأعلى الشامل أقل تأكيدًا.
في هذه المدارس، يمكن اختيار الأطفال على أساس الكفاءة في المناهج الدراسية المتعلقة بتخصص المدرسة على الرغم من أن المدارس تأخذ حصصًا من كل ربع من نطاق التحصيل للتأكد من أنها لم تكن انتقائية من خلال التحصيل. والمشكلة في هذا هي ما إذا كان ينبغي أن تؤخذ الحصص من التوزيع الطبيعي أو من التوزيع المحدد للتحصيل في منطقة تجميع المياه مباشرة. في نظام المدرسة الانتقائي، الذي ما زالت موجودة في عدة أجزاء في المملكة المتحدة، يعتمد القبول فيها على معايير الاختيار، وغالبًا ما يكون اختبارًا أو اختبارات معرفية. على الرغم من إدخال المدارس الشاملة إلى إنجلترا وويلز في عام 1965، إلا أن هناك 164 مدرسة انتقائية لقواعد اللغة لا تزال تعمل.[بحاجة لمصدر] (على الرغم من أن هذا رقم صغير مقارنة بحوالي 3500 مدرسة ثانوية حكومية في إنجلترا). الأكثر شمولاً هي المدارس الثانوية للأطفال الذين تتراوح أعمارهم بين 11 و 16 عامًا، ولكن في بعض المناطق توجد مدارس إعدادية شاملة، وفي بعض الأماكن ينقسم المستوى الثانوي إلى قسمين، للطلاب الذين تتراوح أعمارهم بين 11 و 14 عامًا وأولئك الذين تتراوح أعمارهم بين 14 و 18، تقابل تقريبًا المدرسة الإعدادية الأمريكية (أو المدرسة الإعدادية) والمدرسة الثانوية، على التوالي. مع ظهور المراحل الرئيسية في المنهج الوطني، عادت بعض السلطات المحلية من نظام المدارس المتوسطة إلى 11-16 و11-18 مدرسة بحيث يتوافق الانتقال بين المدارس مع نهاية مرحلة رئيسية وبداية مرحلة أخرى.
من حيث المبدأ، تم تصور المدارس الشاملة على أنها مدارس «مجاورة» لجميع الطلاب في منطقة تجمع محددة.

## التاريخ

### إنجلترا وويلز
تم إنشاء أول مدرسة شاملة بعد الحرب العالمية الثانية. في عام 1946، على سبيل المثال، كانت مدرسة والورث واحدة من خمس مدارس شاملة «تجريبية» أنشأها مجلس مقاطعة لندن  كانت مدرسة هوليهيد كاونتي في أنجليسي عام 1949.  افتتحت كوفنتري مدرستين أساسيتين في عام 1954 من خلال الجمع بين المدارس النحوية والمدارس الثانوية الحديثة. كانت هذه قلعة كالودون ووودلاندز. ومن الأمثلة المبكرة الأخرى مدرسة تيفيدال الشاملة في تيبتون. أول مدرسة شاملة بنيت لهذا الغرض في شمال إنجلترا كانت مدرسة كولن فالي الثانوية بالقرب من هدرسفيلد في عام 1956.
نتج أكبر توسع للمدارس الشاملة عن قرار سياسي اتخذه أنتوني كروسلاند في عام 1965، وزير الدولة للتعليم في الحكومة العمالية 1964-1970. تم تنفيذ قرار السياسة بموجب التعميم 10/65، وهو طلب لسلطات التعليم المحلية للتخطيط للتحويل. خضع الطلاب لامتحان 11+ في عامهم الأخير من التعليم الابتدائي وتم إرسالهم إلى إحدى المدارس الثانوية الحديثة أو الثانوية الفنية أو النحوية اعتمادًا على قدرتهم المتصورة. لم يتم تنفيذ المدارس الثانوية الفنية على نطاق واسع، ولمدة 20 عامًا كان هناك نظام افتراضي ثنائي الجانب شهد منافسة شرسة على الأماكن المتاحة في المدارس النحوية، والتي تراوحت بين 15٪ و 25٪ من إجمالي الأماكن الثانوية، اعتمادًا على الموقع.[بحاجة لمصدر]
في عام 1970، أنهت مارغريت تاتشر، وزيرة الدولة للتعليم في حكومة المحافظين الجديدة، حالة الكراهية على السلطات المحلية للتحول، ومع ذلك، كانت العديد من السلطات المحلية بعيدة جدًا عن المسار الذي كان من الممكن أن يكون باهظ التكلفة لمحاولة عكس العملية. وتم إنشاء المزيد من المدارس الشاملة في عهد تاتشر أكثر من أي وزير تعليم آخر.
بحلول عام 1975، تخلت غالبية السلطات المحلية في إنجلترا وويلز عن امتحان 11-Plus وانتقلت إلى نظام شامل. خلال فترة العشر سنوات، تم دمج العديد من المدارس الثانوية الحديثة والمدارس النحوية لتكوين مجمعات شاملة للأحياء الكبيرة، بينما تم بناء عدد من المدارس الجديدة لاستيعاب عدد متزايد من طلاب المدارس. بحلول منتصف السبعينيات، كان النظام قد تم تنفيذه بالكامل تقريبًا، مع عدم وجود مدارس ثانوية حديثة متبقية. تم إغلاق العديد من مدارس النحو أو تم تغييرها إلى الحالة الشاملة. بعض السلطات المحلية، بما في ذلك ساندويل ودادلي في ميدلاندز الغربية، تغير كل من المدارس الحكومية في الثانوية إلى مدارس شاملة خلال 1970s.
في عام 1976، أطلق رئيس الوزراء المستقبلي من حزب العمال جيمس كالاهان ما أصبح يعرف باسم «جدال واسع» حول نظام التعليم. واستمر في سرد المجالات التي شعر أنها بحاجة إلى مزيد من التدقيق: حالة المنهج الأساسي، وصحة واستخدام أساليب التدريس غير الرسمية، ودور التفتيش المدرسي، ومستقبل نظام الامتحانات. لا تزال المدرسة الشاملة هي أكثر أنواع المدارس الثانوية الحكومية شيوعًا في إنجلترا، والنوع الوحيد في ويلز. يمثلون حوالي 90٪ من التلاميذ، أو 64٪ إذا لم يحسب المرء المدارس ذات المستوى المنخفض. هذا الرقم يختلف حسب المنطقة.
منذ قانون إصلاح التعليم لعام 1988، للوالدين الحق في اختيار المدرسة التي يجب أن يرتادها طفلهم أو عدم إرسالهم إلى المدرسة على الإطلاق وتعليمهم في المنزل بدلاً من ذلك. يقدم مفهوم «اختيار المدرسة» فكرة المنافسة بين مدارس الولاية، وهو تغيير جوهري لنموذج «الحي الشامل» الأصلي، ويقصد منه جزئيًا أن يكون وسيلة يتم من خلالها إجبار المدارس التي يُنظر إليها على أنها أدنى على تحسينها أو، إذا كان أي شخص بالكاد يريد الذهاب إلى هناك، لإغلاقه. تعمل سياسة الحكومة حاليًا على تعزيز «التخصص» حيث يختار الآباء مدرسة ثانوية مناسبة لمصالح أطفالهم ومهاراتهم. تركز معظم المبادرات على اختيار الوالدين والمعلومات، وتنفيذ حافز السوق الزائف لتشجيعهم على اختيار المدارس الأفضل. كان هذا المنطق بمثابة أساس جداول الدوري المثيرة للجدل للأداء المدرسي.

### اسكتلندا
اسكتلندا تقدم نظام تعليمي مختلف تمامًا عن نظام إنجلترا وويلز، على الرغم من أنه يعتمد أيضًا على التعليم الشامل. لها أعمار مختلفة للتحويل، وامتحانات مختلفة وفلسفة مختلفة للاختيار والتزويد. جميع المدارس الابتدائية والثانوية الممولة من القطاع العام شاملة. رفضت الحكومة الاسكتلندية خططًا للمدارس المتخصصة اعتبارًا من 2005.

### إيرلندا الشمالية
يختلف التعليم في أيرلندا الشمالية اختلافًا طفيفًا عن الأنظمة المستخدمة في أي مكان آخر في المملكة المتحدة، ولكنه يشبه إلى حد كبير ما هو مستخدم في إنجلترا وويلز منه في اسكتلندا.

### أستراليا
عندما ظهرت المدارس الشاملة لأول مرة في الخمسينيات من القرن الماضي، بدأت الحكومة الأسترالية في الانتقال إلى التعليم الشامل الذي كان يتوسع ويتحسن منذ ذلك الحين. قبل الانتقال إلى أنظمة التعليم الشامل، كانت المدارس الحكومية الابتدائية والثانوية تقيس بانتظام الجدارة الأكاديمية للطلاب بناءً على أدائهم في الامتحانات العامة. كانت ولاية أستراليا الغربية أول من استبدل العديد من أنظمة المدارس متعددة الأطراف، متقدمًا في كوينزلاند، وأخيراً جنوب أستراليا وفيكتوريا.
يتم تنظيم نظام التعليم الأسترالي من خلال ثلاثة أنواع من المدارس الإجبارية. يبدأ الطلاب تعليمهم في المدرسة الابتدائية، والتي تستمر لمدة سبع أو ثماني سنوات، بدءًا من روضة الأطفال حتى الصف السادس أو السابع. المدرسة التالية هي المدرسة الثانوية التي تستمر لمدة ثلاث أو أربع سنوات، من الصف السابع أو الثامن إلى الصف العاشر. أخيرًا، المدرسة الثانوية التي تستمر لمدة عامين، وتكمل الصفين 11 و 12. تتبع كل طبقة مدرسية منهجًا شاملاً يتم تصنيفها إلى تسلسلات لكل مستوى على مستوى العام. يتبع مستوى السنة محتوى تسلسل محدد وإنجاز لكل موضوع، والذي يمكن أن يكون مترابطًا من خلال المناهج المشتركة. لكي يكمل الطلاب ويتخرجون من كل مستوى من مستويات التعليم، يجب عليهم إكمال تسلسل الموضوع للمحتوى والإنجاز. بمجرد أن يكمل الطلاب السنة 12، يمكنهم اختيار الالتحاق بالتعليم العالي . يشمل نظام التعليم العالي المكون من مستويين في أستراليا كلاً من التعليم العالي (على سبيل المثال: الجامعة والكلية والمؤسسات الأخرى) والتعليم والتدريب المهني (VET). يعمل التعليم العالي خارج إطار المؤهلات الأسترالية  ويُعد الأستراليين لمسار أكاديمي قد يأخذهم إلى العدسات النظرية والفلسفية لخيارات حياتهم المهنية.

## روابط خارجية
- المستقبل الشامل - حملة القبول العادل
- مركز دعم المدارس الاساسية
- التعليم الشامل - فحص تقرير الأدلة لندوة 1999 التي نظمتها CASE (حملة التعليم الحكومي في المملكة المتحدة).
- حملة لتعليم الدولة
- وزيرة الدولة للتعليم روث كيلي حول التعليم الشامل
- Comp ، وهو برنامج وثائقي لراديو بي بي سي 4 حول إنشاء المدارس الشاملة
- مناقشات في 2002 حول مستقبل شامل
- ميليسا بن: لإلغاء الانقسام الطبقي - إلغاء المدارس الخاصة
- عدم المساواة التعليمية والنماذج الاجتماعية ديف هاريس